# فاشیسم
فاشیسمنظریه‌ای سیاسی از جناح راست افراطی و شکلی از حکومت خودکامه با ملی‌گرایی افراطی است که به‌عنوان ایدئولوژی یک جنبش سیاسی و سازمان‌یافته، نخستین بار بین سال‌های ۱۹۲۲ تا ۱۹۴۵ در ایتالیا تحت رهبری بِنیتو موسولینی ظهور کرد.این نظام بر سه پایه استوار بود: حزب سیاسی واحد، ملی‌گرایی افراطی نژادپرستانه و دولتی بسیار مقتدر و متمرکز.

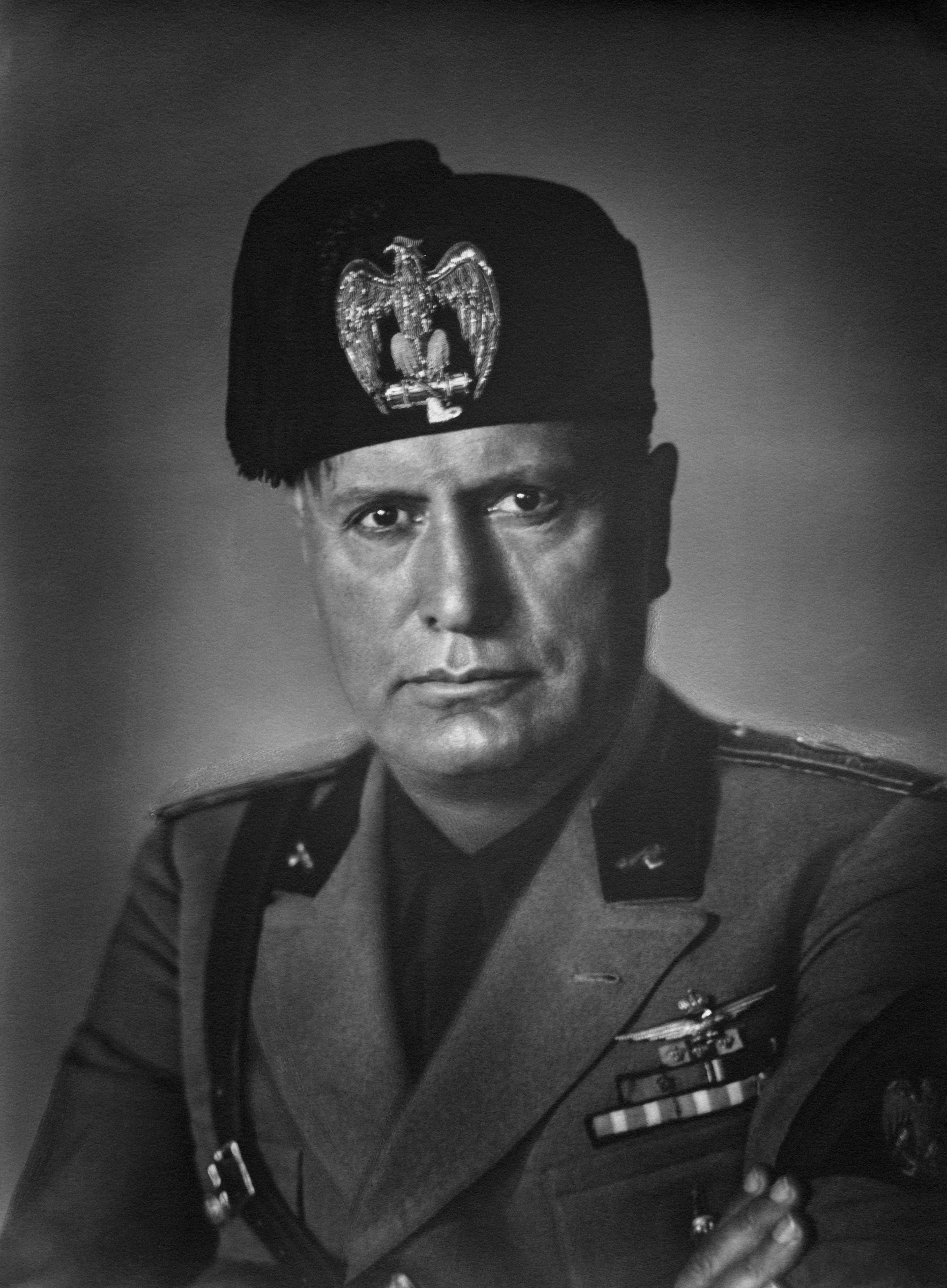
بنیتو موسولینی

فاشیسم در واژه به‌معنای کیفیت ساختار حکومتی است که در آن مستبدی با اختیارات نامحدود حکومت می‌کند.در این سیستم، هرگونه اعتراض یا انتقاد با سرکوب قهری مواجه می‌شود.تمامی بخش‌های صنعتی، بازرگانی و دیگر حوزه‌ها تحت کنترل و نظارت شدید حکومت قرار دارند.این شکل از حکومت بر ملی‌گرایی افراطی تأکید دارد و در بیشتر موارد با نژادپرستی همراه است.
فاشیسم و نازیسم—که گونه‌ای از فاشیسم است—شکل‌هایی از استبدادهستند که معمولاً در شرایط بحران‌های شدید اقتصادی برای جلوگیری از به قدرت رسیدن دیگر گروه‌های جامعه پدید می‌آیند. این اصطلاح بعدها به صورت گسترده‌تری برای اشاره به دیگر نظام‌های حکومتی با ویژگی‌های مشابه، اعم از نظامی یا مذهبی، استفاده شد.
از منظر نظری، فاشیسم برآمده از گسترش نظریه‌های نژادپرستانه و امپریالیسم اروپایی بود و از نظر اجتماعی پیامد بحران‌های اقتصادی و اجتماعی پس از جنگ جهانی اول به شمار می‌رفت. با شکست نیروهای محور در جنگ جهانی دوم، فاشیسم اعتبار خود را از دست داد. پس از جنگ، احزاب نوفاشیستی در اروپا تشکیل شدند اما به موفقیت چشمگیری دست نیافتند.

## مفهوم فاشیسم
واژهٔ فاشیسم از کلمهٔ لاتین Fasces گرفته شده که به معنی تبرپوش است. در روم باستان، لیکتورها، تبرپوش را به عنوان نماد قدرت و اتحاد حمل می‌کردند. تبرپوش شامل تعدادی چوب می‌شد که به دور یک تبر فلزی با نوار پیچیده شده بودند.

طرح رایانه‌ای تبرپوش

مورخان، دانشمندان علوم سیاسی و دیگر پژوهشگران مدت‌هاست دربارهٔ ماهیت دقیق فاشیسم بحث می‌کنند. هر دیدگاهی دربارهٔ فاشیسم با دیگر دیدگاه‌ها متفاوت است و بسیاری از تعاریف یا بسیار گسترده یا بیش از حد محدود ارائه شده‌اند.

حکومت فاشیستی در پی عواملی از قبیل شکست لیبرالیسم، ترس از کمونیسم، بحران‌های اقتصادی (مانند رکود بزرگ)، تحقیر ملی و ملی‌گرایی افراطی بر سر کار می‌آید و قدرت را قبضه می‌کند. حکومت فاشیستی تمام حقوق و آزادی‌های مردم‌سالارانه را در کشور از بین می‌برد و آشکارا سیاست‌های خود را تبلیغ و از آنها دفاع می‌کند.
در سیاست داخلی، فاشیسم فعالیت هرگونه تشکل مستقل را ممنوع و سرکوب می‌کند، آزادی‌های مردم‌سالارانه را مُلغی می‌سازد و هم دستگاه دولتی و هم تمام جنبه‌های زندگی اجتماعی کشور را نظامی می‌کند. فاشیسم برای تحقق این اهداف از گروه‌های ضربتی مانند اِس‌اِی و اِس‌اِس در آلمان نازی و پیراهن‌سیاهان در ایتالیای فاشیستی بهره می‌گیرد. در ایتالیا اقتصاد مبتنی بر مؤلفه‌هایی مثل سیاست‌های مداخله‌جویانه دولتی، خودکفایی و نظامی‌سازی بود. خودکفایی با هدف کاهش وابستگی به واردات از طریق کنترل دولت بر صنایع و کشاورزی انجام می‌شد. این سیاست به‌شدت شکست خورد و منجر به کمبود منابع و تضعیف اقتصاد ایتالیا شد. بخش عمده‌ای از اقتصاد ایتالیا در دوران موسولینی صرف توسعه نظامی و جنگ‌افروزی (مانند حمله به اتیوپی و مشارکت در جنگ جهانی دوم) می‌شد که این مسئله باعث تورم، بدهی ملی و فروپاشی اقتصادی شد. نژادپرستی، میهن‌شیفتگیو نظریه‌های مشابه، ابزارهای اصلی ایدئولوژیک فاشیسم به شمار می‌روند.

## مختصری از ریشه‌های فلسفی و تحولات سیاسی فاشیسم در ایتالیا و آلمان
در تاریخ پیدایش فاشیسم در ایتالیا
جووانی جِنتیله، متفکر اَکچوآل ایده‌آلیست ایتالیایی، از نظریه‌پردازان مهم به‌شمار می‌رود. فاشیسم در جایگاه ایدئولوژی یک جنبش سیاسی سازمان‌یافته، نخستین بار در سال ۱۹۱۹ در ایتالیا ظهور کرد و تا سال ۱۹۲۲ موفق به تسخیر قدرت در این کشور شد.
در فلسفه جنتیله، مفهوم نفی از اهمیت بنیادینی برخوردار است. بر اساس نوشته‌های او، تاریخ بشر صحنه‌ای است برای زایش و نفی پیوسته ایده‌های عملی شده. جنتیله از اندیشه‌های خود برای توجیه دفاع اکچوآلیستی از فاشیسم بهره برد. سرانجام جنتیله به دست پارتیزان‌های کمونیست در سال ۱۹۴۴ ترور شد.
در آلمان، حزب ناسیونال‌سوسیالیست کارگران در سال ۱۹۱۹ تأسیس شد و تا سال ۱۹۳۳ با حمایت برخی صنعتگران آلمانی به قدرت رسید و استبداد هیتلر را برقرار کرد. در این دوره، نهادهای مردم‌سالار از جمله حزب کمونیست آلمان و اتحادیه‌های کارگری به تدریج سرکوب شدند.
رهبران فاشیست با به‌کارگیری نظریه‌هایی مانند «فضای حیاتی» و «ژئوپلیتیک» و انجام اقدامات گسترده نظامی، زمینه را برای جنگ جهانی دوم فراهم کردند. این جنگ با شکست کامل ساختارهای نظامی، اقتصادی و سیاسی فاشیسم و پیروزی متفقین به پایان رسید.

پرچم حزب فاشیستی ایتالیا

موسولینی فاشیسم را یک «مذهب سیاسی» می‌دانست که در آن انسان تابع قانونی برتر و اراده‌ای فرافردی است. به‌زعم او، کسانی که در سیاست‌های مذهبی فاشیسم تنها فرصت‌طلبی دیده‌اند، از درک این واقعیت غافل مانده‌اند که فاشیسم پیش از هر چیز نظامی فکری است، نه صرفاً ساختاری حکومتی.
فاشیسم با تجربه فردگرایانه لیبرال مخالفت می‌ورزد. این ایدئولوژی ضمن مخالفت با استقلال فردی لیبرال، از دولت حمایت می‌کند و برای فرد تنها تا حدی ارزش قائل است که با دولت، به‌عنوان تجلی وجدان و اراده عمومی در وجود تاریخی انسان، همخوانی داشته باشد. فاشیسم اصول آزادی‌خواهانه در تقابل با منافع دولت رد می‌کند و دولت را به‌عنوان واقعیتی عینی مبنا قرار می‌دهد.

## اصول فاشیسم
اصول اساسی فاشیسم که موسولینی برخی از آن‌ها را در دانشنامهٔ ایتالیا در سال ۱۹۳۲ میلادی ابراز داشته بود عبارت‌اند از:
- عدم اعتقاد به سودمند بودن صلح
  - فاشیسم به‌طور مطلق مخالف صلح نبود، بلکه صلح را در چارچوب منافع ملی و توسعه‌طلبی می‌دید. فاشیست‌ها معتقد بودند جنگ می‌تواند باعث تقویت ملی‌گرایی شود، اما این به معنای رد مطلق صلح نیست.
- مخالفت با اندیشه‌های سوسیالیستی
  - موسولینی خود در ابتدا یک سوسیالیست بود و بعدها از آن فاصله گرفت. فاشیسم برخی عناصر سوسیالیستی (مانند دولت مقتدر و کنترل اقتصاد) را حفظ کرد، اما در کل با مارکسیسم و کمونیسم مخالفت داشت.
- مخالفت با لیبرالیسم
  - فاشیسم با فردگرایی لیبرالی مخالف بود و جامعه را تحت کنترل دولت متمرکز می‌کرد. اما برخی از اصول اقتصادی فاشیسم (مانند همکاری طبقاتی به جای مبارزه طبقاتی) شبیه به برخی مدل‌های لیبرال-محافظه‌کارانه بود.
- حاکمیت مطلق دولت بر تمام جنبه‌های زندگی
- تقدّس پیشوا تا سرحدِّ امکان
  - کیش شخصیت در فاشیسم قوی بود، اما لزوماً به معنای تقدس به شکل مذهبی نبود. موسولینی خود را رهبر می‌نامید، اما ادعای قداست مانند رهبر مذهبی نداشت.
- مخالفت با مردم‌سالاری (مردم‌سالاری را بوالهوسی و خودپرستی می‌نامند)
  - فاشیسم واقعاً با مردم‌سالاری پارلمانی مخالف بود، اما این نقد بیشتر بر پایهٔ ناکارآمدی مردم‌سالاری در حل بحران‌ها بود، نه صرفاً به خاطر بوالهوسی.
- اعتقاد شدید به قهرمان‌پرستی
  - قهرمان‌پرستی در فاشیسم وجود داشت، اما این مفهوم بیشتر مرتبط با ملی‌گرایی افراطی و اسطوره‌سازی از رهبر و سربازان بود.
- تبلیغ روح رزم‌جویی
  - فاشیسم جنگ را به عنوان ابزار پیشرفت ملی تبلیغ می‌کرد، اما این روحیه تنها محدود به نظامی‌گری نبود، بلکه شامل رقابت اقتصادی و فرهنگی هم می‌شد.
- قدیس گرایی
  - فاشیسم ایتالیا از نمادهای امپراتوری روم باستان استفاده می‌کرد، اما این استفاده سیاسی و تبلیغاتی بود، نه مذهبی. مسیحیت در ایتالیای فاشیست ابزاری برای مشروعیت بخشیدن به حکومت بود، اما فاشیسم ذاتاً یک ایدئولوژی سکولار و ملی‌گرا بود، نه مذهبی. بسیاری از رهبران فاشیست (مثل موسولینی) ضد کلیسا بودند و فقط برای جلب حمایت مردم از مسیحیت استفاده تبلیغاتی میکردند. واتیکان (مرکز مسیحیت کاتولیک) با فاشیسم ایتالیا اختلافات اساسی داشت و حتی بعداً به مخالفت با آن پرداخت.
- نظام تک‌حزبی
  - فاشیسم حزب ملی فاشیست را تنها حزب قانونی می‌دانست، اما در عمل گروه‌های صنعتی و نظامی نیز نفوذ داشتند، و گاهی با حزب در تضاد بودند.

## سرگذشت فاشیسم

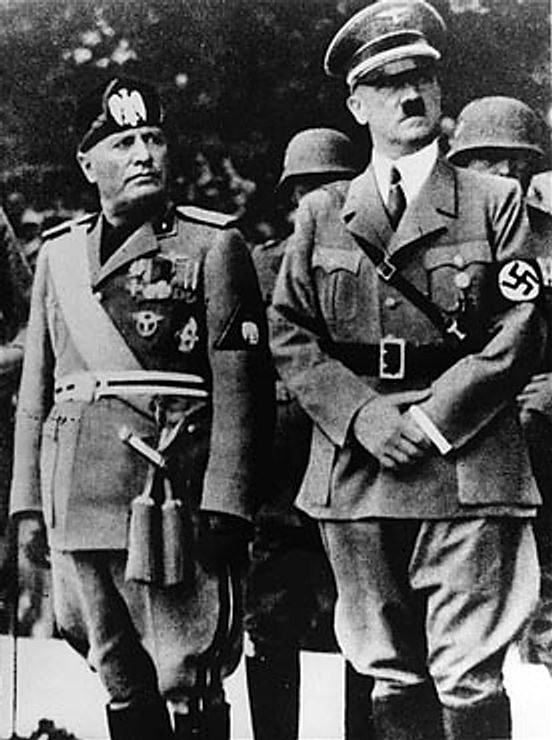
آدولف هیتلر (سمت راست) و بنیتو موسولینی (سمت چپ)

پس از جنگ جهانی اول، ایتالیا همانند دیگر کشورهای اروپایی درگیر مشکلات اجتماعی و اقتصادی بود. اعتصابات، شورش‌ها و تصرف اراضی به وسیله روستاییان در نواحی کشاورزی از مسایل مبتلا به این کشور به‌شمار می‌رفتند.
طبقات متوسط مانند طبقات مشابه در کشورهای سرمایه‌داری از بلشویسم هراسان بودند. در کشوری که شکل حکومت آن دموکراتیک بود، ولی برخلاف بریتانیا از سنت سیاسی مقتدر برای حمایت از دموکراسی برخوردار نبود، همهٔ این مسائل لاینحل مانده و اغتشاش و هرج و مرج را تشدید می‌کرد.
در چنین زمینه‌ای از اضطراب و اغتشاش، محبوبیت حزب فاشیست موسولینی رو به افزایش نهاد. فاشیسم اعلام کرد که ایتالیا را از بلشویسم نجات می‌دهد، و قول داد که شوکت و افتخار امپراتوری روم باستان را به کشوری که روحیه و انتظامش را از دست داده، باز خواهد گرداند.
فاشیسم همه نوع افراد ناراضی را به خود جلب کرد: سربازان سابق که بیکار مانده بودند، طبقات متوسط دلسرد و مأیوس، جوانان وطن‌پرست و روستاییان گرسنه. فاشیست‌ها پیراهن سیاه بر تن کرده و چکمه می‌پوشیدند و دربارهٔ یک آرمان بزرگ ملی فریاد می‌زدند که همه چیز به همه کس عرضه می‌کرد: شغل، سعادت و افتخار ملی.
استدلال سیاسی آن‌ها تروریسم و جنگ‌های خیابانی بود و دولت ضعیف تر از آن بود که جلوی آن‌ها را بگیرد. بالاخره وقتی محافل صنعتی قدرتمند به پشتیبانی از فاشیسم برخاستند، موسولینی (ایل دوچه/پیشوا) به دنبال راهپیمایی بزرگی که در ۱۹۲۲ در رم بر پا شد، به قدرت رسید. او بدون درنگ یک دیکتاتوری نظامی بر پا کرد و اقتصاد را به شیوه خاص خود سازمان داد.
دولت برخی فعالیت‌های عمومی را به عهده گرفت و ارتش را تقویت کرد و با فتح حبشه (که امروز اتیوپی نامیده می‌شود) در سال ۳۶–۱۹۳۵، از آن برای توسعه امپراتوری ایتالیا در آفریقای شمالی استفاده کرد. فاشیسم موفق به نظر می‌رسید زیرا نظم را در کشور بی‌نظم و ناامن برقرار کرده بود. مردم ایتالیا، موسولینی را تأیید می‌کردند، از این نظر که توانسته‌است «قطار را به موقع به حرکت درآورد».
موسولینی با اعلام این مطلب که فاشیسم یک فلسفه‌است سعی کرد برای رژیم خود احترامی کسب کند. او فرضیه‌اش را با شعارهایی چون «کشور، وجدان و اراده عمومی بشریت است» پر کرد. از شعارهای مشهور دیگرش:
«همیشه حق با موسولینی است»، «بحث نه، تنها اطاعت!»، «ایمان بیاورید، اطاعت کنید!، بجنگید!»
سایر دیکتاتورهای دهه ۱۹۳۰ روش‌های سیاسی ایتالیایی فاشیست را تقلید کرده و آن را با اوضاع و شرایط و آداب و سنن کشور خود تطبیق دادند. برای مثال، در اسپانیا ژنرال فرانکو ارتش را با اشرافیت و کلیسای کاتولیک پیوند داد. رژیم فاشیست تا دهه ۱۹۷۵ به حیات خود ادامه داد. اما دیگر رژیم‌های مشابه مانند آلمان نازی و چند رژیم در اروپای شرقی (و حتی خود ایتالیای فاشیست) در جنگ جهانی دوم با شکست روبرو شدند.

## فاشیسم و جنسیت
فاشیسم همان‌گونه که با سوسیالیسم مخالف است، با فمینیسم نیز درگیر است. فاشیست‌ها به‌طور تاریخی معتقد بودند وظیفهٔ اصلی زنان انجام کارهای خانه و تولیدمثل است؛ امری که پوپولیست‌های دست‌راستی با گفتن «جنسیت‌ها برابر اما متفاوت هستند» توجیه می‌کنند. در ملی‌گرایی نژادپرستانهٔ فاشیست‌ها، «ملت» در معنای مردانه تصور می‌شد.
جنگ جهانی اول از نظر بسیاری از اروپاییان، روابط بین جنسیت‌ها را مختل کرده بود. زنان مشاغل مردانه را بر عهده گرفتند، سازمان‌های زنانه پدید آمدند و بسیاری از کشورها پس از جنگ به زنان حق رأی دادند. سبک پوشش زنان بورژوا دگرگون شد و آنان لباس‌های ساده‌تری که با زندگی کاری‌شان سازگارتر بود، برگزیدند. پیر دریو لا روشل، نویسندهٔ فرانسوی که بعدها فاشیست شد، اعلام کرد: «این تمدن دیگر جنسیت ندارد.» این وضعیت «زوال اجتماعی» تلقی می‌شد.
محافظه‌کاران به این نتیجه رسیدند که اگر زنان به جایگاه پیشین خود بازنگردند، کارایی جامعه مختل خواهد شد. در نتیجه، در بسیاری از کشورهای اروپایی جنبش‌هایی شکل گرفت که می‌خواستند با افزایش نرخ باروری، تلفات جنگ را جبران کنند. این گروه که تولدگرا نامیده می‌شدند، معتقد بودند زنان پیش از هر چیز مادر هستند و نباید وظایف دیگری به آن‌ها سپرده شود.
فاشیست‌ها نیز معتقد بودند جامعه باید بر اساس ارزش‌های مردانه نو شود. در واقع، از دید فاشیست‌ها محافظه‌کاران به اندازهٔ کافی «مردانه» نبودند. آن‌ها کهنه‌سربازان جنگ جهانی را الگوهای آرمانی برای باززایی مردانگی ملت می‌پنداشتند که با خدمت در جبهه‌ها ویژگی‌هایی چون دلاوری مردانه، فرمانبرداری و فداکاری از خود نشان داده‌بودند.

## فاشیسم و تأثیر آلمان
بعد از جنگ جهانی اول، آلمان مانند ایتالیا با مسائل و مشکلاتی مواجه شد. این کشور مجبور بود شرمساری و مجازات ناشی از شکست خود در جنگ را تحمل کند. دموکراسی که در ۱۹۱۹ در این کشور برقرار شد، هرگز مورد قبول طبقه بالا که با اشتیاق به گذشتهٔ پر افتخار آلمان قیصری می‌نگریست، نبود.
آن‌ها و تعداد زیادی از مردم آلمان عقیده «نازیسم» هیتلر را مورد استقبال قرار دادند، زیرا با سنت‌های پذیرفته‌شده تاریخ آلمان یعنی اطاعت از مافوق، روحیه نظامی‌گری و ستایش «ملت» پیوند داشت. به علاوه، این عقیده با احساسات گسترده ضد سامی در آلمان مطابقت می‌کرد. البته باید خاطر نشان کرد که هیتلر مبتکر این احساسات نبود بلکه از آن به‌طور کامل بهره‌برداری می‌کرد.
در آلمان نظریه برتری ملی تحت عنوان نظریه «نژاد برتر» مطرح و ادعا شد که این نظریه دارای ریشه‌های تاریخی است و در عقاید معدودی از فلاسفه قرن نوزده آلمان آمده‌است. چون آلمانی‌ها از مردم برتر بودند شکست آلمان در جنگ جهانی اول نمی‌توانسته ناشی از تقصیر ارتش آلمان باشد، بنابراین لازم بود تقصیر به گردن افراد دیگری گذاشته شود. این افراد عبارت بودند از: بلشویک‌ها، یهودی‌ها و سوسیال دمکرات‌هایی که «از پشت به ارتش آلمان خنجر زده بودند و حالا نیز این افراد مسبب تمام مشکلات بعد از جنگ به‌شمار می‌آمدند.»
در اوایل دهه ۱۹۳۰ که اوضاع آلمان به دنبال رکود بزرگ رو به وخامت گرایید، میلیون‌ها نفر آلمانی با اشتیاق، تجزیه و تحلیل هیتلر را دربارهٔ وضعیت کشور خود پذیرفتند. در ۱۹۳۳ نازی‌ها بزرگ‌ترین حزب آلمان را تشکیل دادند و هیتلر صدراعظم آلمان شد. او به مجرد رسیدن به قدرت یک دولت تک حزبی را به وجود آورد.
سایر خصوصیات حزب نازی مشابه حزب فاشیست ایتالیا بود. نازی‌ها مانند فاشیست‌ها از طرف برخی صنایع آن زمان حمایت می‌شدند. هیتلر نیز پروژه‌های بزرگ دولتی مانند جاده‌سازی و از آن مهم‌تر برنامهٔ بزرگ تجدید تسلیحات را راه انداخت که برای شش میلیون نفر بیکار، شغل ایجاد کرد.

## نقدهای وارد بر فاشیسم
فاشیسم پس از شکست نیروهای دولت محور در جنگ جهانی دوم به‌طور گسترده در فرهنگ عامه مورد انتقاد محکوم شده‌است.
کوشش‌های حکومت‌های فاشیستی برای کاهش بیکاری، دولت قوی و دخالت این دولت در همه امور به خاطر حفظ منافع ملی است. هیتلر و موسولینی هنگام عروج به قدرت، به‌طور سربسته وعده دادند که رفتار بهتری با کارگران خواهند داشت؛ ولی وعده‌های آن‌ها چندان عملی نشد زیرا رژیم‌های آن‌ها تغییری در ترکیب اجتماعی به وجود نیاوردند و همان طبقه حاکم کماکان در رأس امور باقی بود. در آلمان و ایتالیا به استثنای چند نفر، بقیه اعضای طبقه از حکومت فاشیستی حمایت می‌کردند و به وسیله آن حکومت حمایت شدند.
طولی نکشید که میلیون‌ها آلمانی آمادگی خود را برای پیروی از پیشوا اعلام کردند. هر کس که تردیدی نسبت به ایدئولوژی جدید داشت یا از کشور گریخت یا سکوتی سنگین پیشه کرد. آن‌هایی که علیه او حرف می‌زدند به اردوگاه‌های کار اجباری نازی اعزام می‌شدند تا به یهودی‌ها، کولی‌ها، هم‌جنس‌گراها و سایر به گفته وی «طفیلی‌های بشر» ملحق شوند.
به این ترتیب تمام ملت از فلسفه هیتلر که می‌گفت: «جنگ، ابدی است. جنگ، زندگی است» پشتیبانی کردند. راه‌حل نهایی او برای مسئلهٔ یهود، یهودیان را به کام مرگ فرستاد.
پس از جنگ جهانی دوم، ایتالیا و قسمت غربی آلمان به عنوان دموکراسی‌های لیبرال تجدید سازمان یافتند و نازیسم اعتبار و آبروی خود را از دست داد؛ ولی ترس از حیات دوباره فاشیسم در جهان پس از جنگ و به ویژه در کشورهایی مثل شوروی که بیش از همه از تهاجم آلمان صدمه دیده بود پا بر جا ماند. این ترس به شدت در سیاست شوروی نسبت به آلمان تأثیر گذاشت.
به‌طور کلی فاشیسم، در عملکرد برخی از دولت‌ها، برای مثال در دیکتاتوری نظامی «سرهنگان» یونان از «۱۹۶۰ تا ۱۹۷۴» و جذبه‌ای که فاشیسم برای برخی از مردمان دارد، به چشم می‌خورد. برخی از گروه‌های سیاسی در غرب مثل جبهه ملی بریتانیا، بازتاب‌دهندهٔ نظریات فاشیسم قبل از جنگ هستند.